# Ruditapes philippinarum
La vongola verace, conosciuta anche come vongola filippina o vongola delle Filippine, è un mollusco bivalve della famiglia Veneridae.

## Habitat e distribuzione
Originaria dell'Oceano Indiano e dell'Oceano Pacifico, nel Mar Mediterraneo (soprattutto nell'Adriatico) è stata introdotta per motivi commerciali e sta soppiantando la vongola  Ruditapes decussatus. È frequente su fondi fangosi a piccola o piccolissima profondità.

## Descrizione
Conchiglia a costolatura grossolana disposta a spirale e con solchi radiali, ben diversa da quella fine di T. decussatus, di colore marrone, spesso marmorizzato o a fasce. I sifoni sono uniti tra di loro. Fino a 4 centimetri di diametro.

## Riproduzione
Nelle lagune delle zone temperate si riproduce dalla tarda primavera fino all'autunno. Gli adulti sessualmente maturi rilasciano i gameti nella colonna d'acqua, dove avviene la fecondazione. In poche ore gli zigoti si sviluppano in trocofora ed entro 36 ore dalla fecondazione avviene la metamorfosi in veliger o larva D. I veliger attraversano una fase pelagica di circa 14 giorni, prima di raggiungere il fondale.

## Pesca
Introdotta in Adriatico per motivi commerciali, viene comunemente venduta nei mercati ittici ed ha un notevole interesse commerciale: in Italia la normativa vigente consente l'appellativo Vongola Verace anche per questo tipo di mollusco, sebbene l'unica "vongola verace" autoctona del Mediterraneo sia la Ruditapes decussatus.
Le due specie si distinguono per i sifoni, che sono uniti in R. philippinarum ma separati in V. decussata e per minime differenze nella superficie esterna delle valve, inoltre le R. philippinarum hanno il guscio più pesante e variopinto. Dal punto di vista gastronomico l'autoctona è considerata più pregiata, sia per il guscio sottile, sia per la qualità della parte edibile: più tenera e delicata. I paesi di Goro e Scardovari sono i primi paesi produttori a livello europeo di questo mollusco, i secondi a livello mondiale solo dopo la Cina